# Leptogaster fuscipennis
Leptogaster fuscipennis är en tvåvingeart som beskrevs av Blanchard 1852. Leptogaster fuscipennis ingår i släktet Leptogaster och familjen rovflugor. Inga underarter finns listade i Catalogue of Life.